# Сергей Перхун (турнир)
Футболният турнир в памет на Сергей Перхун е ежегоден любителски футболен турнир, който се провежда в началото на септември на тренировъчните терени на стадион Песчанка. Той се организира в памет на вратаря, починал от мозъчка травма на 28 август 2001. Организатори са ПФК ЦСКА Москва, Championat.com, а от 2012 и Интел Спорт.

## Регламент
Участват 32 отбора, разпределени в 2 дивизии – любителски и кооперативни. Във всяка дивизия има по 16 тима, които се разпределят на 4 групи по 4 отбора. Първите 2 отбора във всяка група се класират за „златни“ 1/4 финали, а другите – за „сребърни“. Отпадналите отбори от златните 1/4 финали играят срещу победителите от сребърните за местата от 9 до 12. От 2012 в корпоративната дивизия ще участват отбори на ръководството на ЦСКА Москва, Спорт Експрес, Адидас, телевизия Россия 2 и други.

## Награждаване
След края на турнира наградите се връчват от ръководството на ЦСКА Москва. Наградата за най-добър вратар на турнира се връчва от съпругата на Перхун – Юлия.